# 아야나미 (후부키급 구축함)
아야나미(綾波)는 일본 해군의 구축함이다. 특형구축함(후부키급)의 11번함으로 이 이름을 지닌 배로는 2번째이다. 특형구축함의 11번함이지만 실질적으론 후부키급의 개량형이 되어서 특형2형구축함(아야나미급)의 분류에 속하는 1번함이다. 후부키급(1형)과의 차이는 주로 연돌형상이나 주포타입의 차이가 있다.

## 함력
오사카의 후지나다 조선소에서 1928년 1월 20일에 기공, 1930년 4월 30일에 준공했다. 제4함대 사건 등의 교훈에서 주포의 교체 등 중심저하를 위해 개장을 거치고 태평양전쟁에선 제1함대 제13전대에 소속되어 다수의 전투에 참가하였다. 1941년 12월 19일에는 우라나미 및 유우키리와 같이 네덜란드 해군의 잠수함 O-20을 포격으로 격침했다. 또 1942년에는 인도양에서의 상륙작전 등을 지원했다. 그 이후로는 과달카날섬의 수송작전에 종사했다.

### 제3차솔로몬 해전
아야나미의 이름을 알린 해전이다.
1942년 11월 14일부터 다음날까지 펼쳐진 제3차 솔로몬 해전의 제2야간전에서 우라나미, 시키나미와 같이 제2함대 제3수뢰전대에 소속되어있던 아야나미는 과달카날 비행장포격을 위해 곤도 노부타케의 지휘 하에 전함 키리시마와 중순양함 타카오, 아타고의 사격대 (그림에서의 E), 경순양함 나가라 이하 구축함 6척의 직접호위대(그림에서의 D) 그리고 이 두 부대의 진로 경계를 위한 소탕대로서 경순양함 센다이, 이하 아야나미, 시키나미, 우라나미의 4척으로 사보섬 부근을 항해하고 있었다. 얼마지나지 않아 소탕대가 사보섬 근해의 초계를 하기 위하여 센다이, 아야나미가 서쪽으로 시키나미, 우라나미가 동쪽으로 분리되었다.
그런데 동쪽을 항해하고 있던 우라나미가 단종진으로 사보섬 남수도를 서쪽을 향하여 항해하는 적 함대 같은 것을 발견. 센다이에 보고함과 동시에 추적을 개시했다. 이것이 전함 사우스다코타(USS SouthDakota BB-57), 워싱턴(USS Washington BB-56)을 포함한 미 주력함대(그림에서의 A)였다.
아야나미와 항해하고 있던 센다이는 우라나미부대 지원을 위해 분리, 사보섬 북쪽을 지나 우라나미 부대에 합류하기 위해 급속히 아야나미와 떨어져갔다.
이렇게 아야나미만으로 당초 예상대로 사보섬 서쪽을 항해하게 되었고 예정에선 아야나미는 (그림에서의 B)혼자서 사보섬 남쪽을 돌아 소탕대주력부대(그림에서의 C)와 합류하는 것이었다.

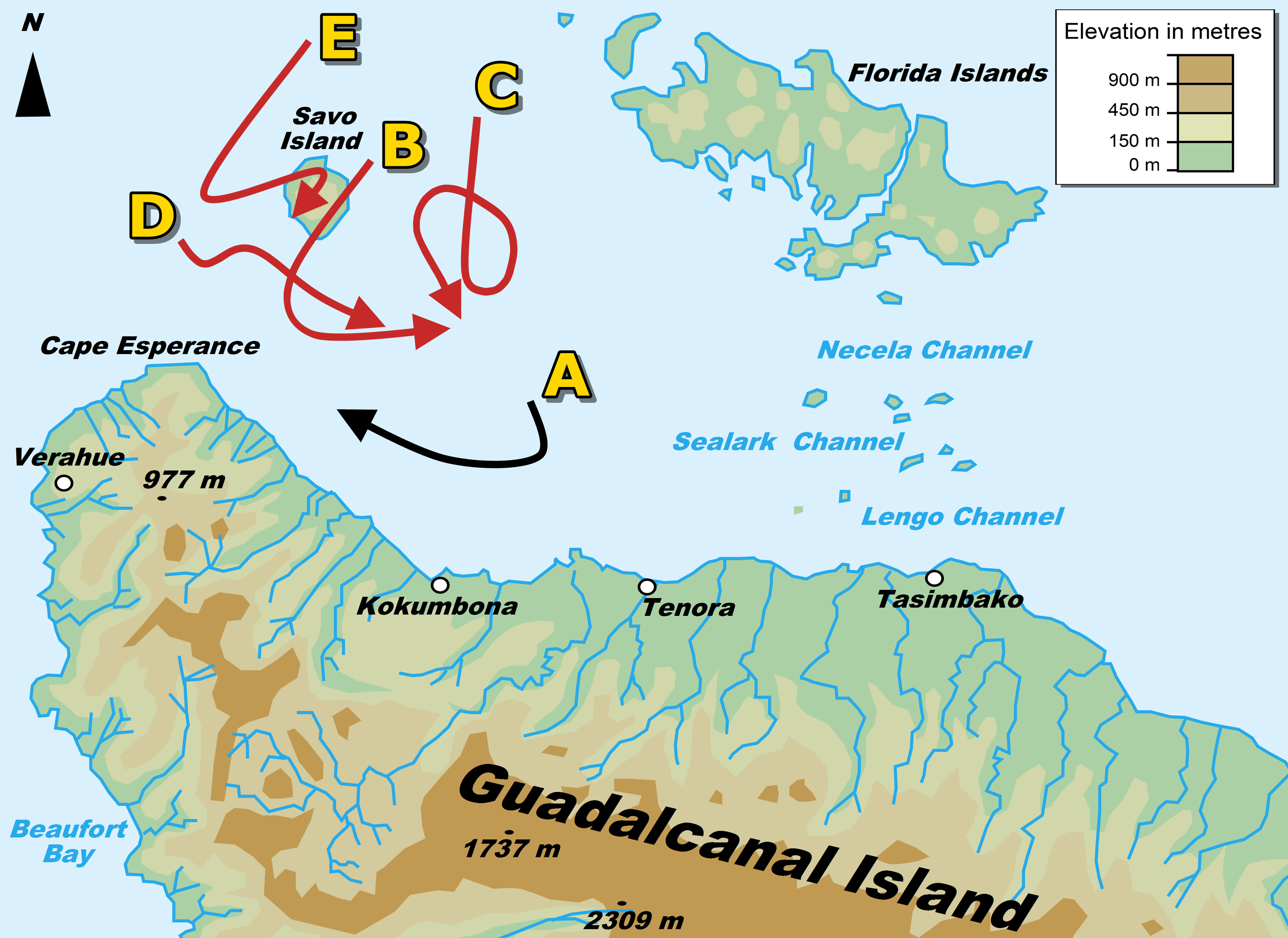
제3차 솔로몬 해전 제2야간전도. 사보섬의 위치와 화살표의 위치가 약간 어긋나있다. 원래는 B와 C의 사이에 사보섬이 있다.

그리고 이 분리가 아야나미의 운명을 결정하게 된다.
21시 16분 사보섬 남수도로 진입한 아야나미의 견시수가 함수방향우측 거리8000에서 단종진으로 항해하는 미 함대를 발견. 이 시점에서 이미 미 함대와 교전했던 소탕대 주력부대의 센다이로부터 일본함대 전(全)함에 통보한 "적 함대발견"의 보고가 아야나미에게는 보고되지 않았다.(사보섬에 의해 전파가 차단 됨.) 바로 함장인 사쿠마 에이지 중좌가 "우포전 우어뢰전"을 명령했고 주력부대에 "적은 구축함 4척, 중순양함 1척"(전함의 오인)이라고 통보하고 나서 30노트로 속도를 늘려 돌격을 개시했다. 이 때 아야나미에게 불운이 있었는지 사보섬 동쪽으로 전개하고 있던 소탕대 주력인 센다이 이하 3척은 형세불리로 보고 일시후퇴를 시작한 직후였다. 따라서 아야나미는 전함 2척 구축함 4척의 미 함대에 대해 단 한 척으로 돌입한 꼴이 되어버렸다.
돌격해 온 아야나미를 포착한 미 함대가 포격을 시작한 직후 거리 5000이 되었을 때 함장은 포격개시를 명령, 초탄이 적 3번함 프레스톤(USS Preston DD-379)를 잡았고 더욱이 적 1번함 월크(USS Walke DD-416)에도 명중하여 화염이 발생했다.
한편 아야나미는 적 함대로부터 집중포격을 맞았기 때문에 1번 연돌에 명중한 1탄에 의해 어뢰발사전에 1번연관이 고장, 3발의 어뢰가 들어간 발사관은 함축선을 향한채로 선회, 발사불능이 되었고 좌현에 쌓아두었던 함재 내화정의 가솔린탱크에서 발생한 화재에 의해 어뢰가 타고 있던 상태였다. 함장은 공격가능한 2, 3번 연관에 의한 공격을 명령, 이 발사한 어뢰가 월크의 함수부에 명중, 전부주포탄약고를 유폭시켜 월크는 그 자리에서 함체가 두동강나며 침몰했다. 더욱이 2번함 벤햄(USS Benham DD-397)의 함수부에도 명중. 밴헴은 함수가 짜부라져서 항해불능이 되었고 함대에서 낙오했다. 벤햄은 다음날인 15일 응급수리에 성공하여 5노트로 에스피리츠샌트로 향했지만 오후에 다시 파손부분이 뚫리면서 침몰했다.
이렇게 전과는 올렸지만 미 함대의 반격에 의해 아야나미는 계속 명중탄을 맞고 2번포탑은 피탄되어 침묵, 더욱이 기관실에 2발이 피탄되어 항해, 조타가 모두 불능이 되었다. 여기서 겨우 별동대인 직접호위함 나가라 이하 구축함 사츠유, 이나즈마, 시라유키, 하츠유키 총 5척(아사구모와 테라즈키는 사격대의 호위로 분리)이 전장에 도착한다. 여기서도 치열한 전투가 펼쳐졌는데 미 함대의 3번함은 프레스톤은 아야나미의 포격에 의한 화재가 심했고 일본 함대의 좋은 표적이 되었고 항해불능으로 얼마 안가 침몰했다. 더욱이 직접호위대는 4번함 그윈(USS Gwin DD-433)을 중파, 함대에서 낙오시킨다.
그 후는 더욱이 키리시마와 사우스다코타, 워싱턴에 의한 전함간 포격전이 펼쳐지는데 본 항에서는 생략한다.
피해가 심각하여 표류를 시작한 아야나미였지만 흘수선 아래의 피탄은 없었기에 침수는 없었다. 하지만 상갑판의 화재는 이미 소화불능이었고 어뢰의 유폭이 시간문제라고 본 함장은 전원퇴함을 명령. 생존자는 모두 바다에 뛰어들었고 구조를 위해 온 우라나미에 수용되었다. 우라나미에 생존자 전원이 구조된 직후 마침내 어뢰가 유폭, 2번 폭발한 후 아야나미는 가라앉았다. 전투에서의 사상자는 약 30명. 우라나미에 수용된 후에 사망한 사람도 포함하면 전사자는 42명이었다. 생존자 중 일부는 과달카날섬으로 건너갔다.
침몰 후에 표류하고 있던 병사들의 사기는 대전과를 올렸기에(그 당시는 아야나미랑 바꿔서 적함 3척을 격침하고 그 중 한 척은 중순양함이었다고 오인하고 있었다.) 매우 고양되어 있었고, 침몰 전에 폭뢰에 안전장치를 걸고 바다에 가라앉히고 부유물을 여기저기에 던진 후 바다에 뛰어들었기 때문에 익사나 압사의 위험도 없었다. 그 때문에 자함이 격침되었음에도 불구하고 표류 중에 군가를 합창하는 병사들도 있었다.

### 전과
- 일본 함대 중에선 두드러지는 함대 전과(격침파4)의 절반을 한 척만으로 올렸고 활약을 했다. 전함을 포함한 적 함대에 단신으로 뛰어들어 적 구축함 2척을 잡고 1척을 대파했으며 전함 사우스다코타의 전기계통을 단절(중순양함 격침으로 판단한 "중순양함으로부터의 포격이 그쳤다"(실제로는 사우스다코타의 양용포로 사료됨)데서. 다만 명확한 근거자료가 불충분)시켜 일시포전불능상태로 만든 점 등 구축함 1척으로서는 이례적인 큰 전과를 올렸다.

- 자신은 침몰했지만 그만큼 분전했음에도 불구하고 생존자가 매우 많았다. 승조원의 80%이상이 생존한데다가 특히 함장이 생환하여 그 증언이 공식화되었다.

- 솔로몬 해전은 곤도 중장의 졸렬한 지휘가 눈에 띄었고 리 중장이 이름을 날리는 전투가 되었다. 일본은 전함 키리시마를 잃었고 더욱이 레이더사격의 유효성을 실증한 싸움(이것이 나중에 수리가오 해협해전 등 야간전에서의 일본 해군의 일방적 패배와 연관된다.)이 되었다. 전몰함 수 이외에는 미군에게 손을 들어주는 이 싸움에는 매우 두드러지게 활약하였다. (일본의 전술적 승리, 미국의 전략적 승리, 종합적으로 미군의 승리라는 것이 이 해전의 일반적인 평가이다.)

## 참고 문헌
- 사토 카즈마사 《태평양해전 2 격투편》 코단샤 1988년 ISBN 4-06-203742-4